# Rio Rancho
Rio Rancho – miasto w Stanach Zjednoczonych, w stanie Nowy Meksyk, w hrabstwie Bernalillo.